# 15786 Hoshioka
15786 Hoshioka este o planetă minoră (asteroid), cu un diametru de 3,841 km, din centura de asteroizi. A fost descoperită pe 15 septembrie 1993 la Kitami Observatory⁠(d) de Kin Endate. 
Obiectul prezintă o orbită caracterizată de o semiaxă mare de 1,883332 UAi, o excentricitate de 0,05, o înclinație de 22,48356 ° în raport cu ecliptica.